# Otto von Porat
Otto von Porat est un boxeur norvégien né le 29 septembre 1903 à Älmhult, Suède, et mort le 14 octobre 1982 à Oslo.

## Carrière
Il devient champion olympique aux Jeux de Paris en 1924 dans la catégorie poids lourds après sa victoire en finale contre le Danois Søren Petersen.

## Parcours auxJeux olympiques
Jeux olympiques d'été de 1924 à Paris (poids lourds) :
- Bat Charles Jardine (Australie) par arrêt de l'arbitre au 2e round
- Bat Riccardo Bertazzolo (Italie) par KO au 2e round
- Bat Alfredo Porzio (Argentine) PTS
- Bat Søren Petersen (Danemark) aux points

## Référence
1. ↑  (en) Résultats des Jeux olympiques 1924 (amateur-boxing.strefa.pl)